# 克里斯蒂安·埃西纳
克里斯蒂安·埃西纳（德語：Christian Eichner，1982年11月24日—），是一位已退役德国足球运动员，擔任後衛，曾效力德甲球會科隆。

## 生平
埃西纳自1996年起就是卡尔斯鲁厄的一员，在2005/06德乙赛季中参加了全部34场比赛，只有40分钟不在场上。他还在卡尔斯鲁厄师范学院学习，专业为数学。
卡尔斯鲁厄於2008/09年球季降級返回德乙，在辛斯海姆（Sinsheim）出生的埃西纳在2009年夏季以自由身加盟家鄉球會賀芬咸，簽約直到2011年6月30日才屆滿，惟一直未能確保正選席位。2010年12月29日轉投為護級而戰的科隆，簽約至球季結束，如球隊成功保級，合約自動延長兩年，轉會費在50萬歐元以下。

## 外部連結
- Kicker.de 球員檔案 （页面存档备份，存于）（德文）